# 科科斯（基林）群島旗幟
科科斯群岛旗幟為澳大利亚領地科科斯群岛所使用的旗幟，於2003年面世，並在2004年4月6日啓用。该旗帜为绿地长方形旗帜，内有图案为左上角为当地特产椰树，中间为黄色的新月，象征繁荣的科科斯基林群岛以及伊斯兰教，右边为南十字星座。设计者为来自群岛的穆罕默德·明科姆（Mohammed Minkom）在設計徵選中勝出。